# Дирк Фримаут
Дирк Дриес Дейвид Деймиън виконт Фримаут (на нидерландски: Dirk Dries David Damiaan Frimout е астрофизик от ЕКА. Той лети един път на борда на американската совалка Атлантис, мисия STS-45 като специалист по полезния товар, което го прави 270-ия човек и първи белгиец в космоса.

## Биография
Роден е на 21 март 1941 в Поперинге, провинция Западна Фландрия, Белгия. Той е женен и има две деца. Обича бягането, колоезденето, разходките, пътувания и шах.

## Образование
След завършване на средното си образование в Гент, постъпва в Гентския университет. Завършва през 1963 г. и получава става електроинженер. Там защитава докторска степен по приложна физика през 1970 г., доктор в университета в Колорадо, в Лабораторията по атмосферна и космическа физика.

## Кариера
- 1965 – 1978 г. Белгийски институт за космически изследвания. Ръководител на отдел „Измервателна апаратура“, извършват опити със стратосферни балони и ракети.

- 1978 – 1984 г. ЕКА (ESA) координатор на групата за експерименти в Spacelab.

- 1984 – 1989 г. Микрогравитационен отдел на Европейския център за космически изследвания и технологии (ESTEC), отговарящ за програмата за ракети-сонди, параболични полети, експериментите от проекта „EURECA“, подготовката на нови експерименти за следващите полети на Spacelab.

Фримаут е част от персонала на ЕКА. Той е старши инженер, отговарящ за поддръжката на лабораторията за микрогравитационни експерименти „ATLAS-1“.
Автор е на над 30 публикации, свързани с експериментите от атмосферната физика, подготовката на екипажа на Spacelab и експерименти в условията на микрогравитация.

## Космически полет
Фримаут лети като специалист по полезния товар със совалката „Атлантис“, мисия STS-45 от 24 март до 2 април 1992 г. Това е първата Спейслаб-мисия на НАСА. По време на полета се осъществяват 12 експеримента с лабораторията Атлас-1, представляващи широк спектър от подробни физични и химични измервания, значително допринесли за знанията ни за нашия климат и атмосфера. По време на полета совалката обикаля 143 пъти Земята, изминава над 3,2 млн. мили и продължава над 214 часа.

## Организации
- Член е на Кралската академия за наука и изкуство на Белгия, направление технически науки, от 2009 г.;
- Асоцииран член на Националния съвет за космически изследвания на Белгия;
- Член на Кралската асоциация на фламнадските инженери;
- Член на Асоциацията на инженерите от университета в Гент.

## Награди и отличия
- 1971 – 1972 Кандидат на науките и научен сътрудник от ESRO.
- След космическия си полет му е дадена титлата виконт.